# I Got You (Leona Lewis)
I Got You è una canzone pop interpretata dalla cantante Leona Lewis, secondo singolo estratto dall'album Echo. È stata scritta da Arnthor Birgisson, Max Martin e Savan Kotecha, e prodotto da Birgisson. Nel Regno Unito è stata pubblicata il 21 febbraio 2010. Ha raggiunto la numero 14 nella classifica britannica ed è rimasto per quattro settimane nella top 40. Le vendite del singolo nel Regno Unito ammontano a più di 110.000.

## Video
Il video di I Got You è stato girato il 21 dicembre 2009, diretto da Dave Meyers a Venice Beach, in California. È uscito in anteprima il 12 febbraio 2010. Il video mostra diverse coppie che concludono i loro rapporti, ma si conclude con immagini che suggeriscono una riunione delle coppie.

## Classifiche
| Classifiche (2010) | Posizione massima |
| ------------------ | ----------------- |
| Austria            | 30                |
| Belgio (Fiandre)   | 20                |
| Belgio (Vallonia)  | 13                |
| Europa             | 43                |
| Danimarca          | 13                |
| Germania           | 43                |
| Irlanda            | 43                |
| Italia             | 6                 |
| Bulgaria           | 13                |
| Giappone           | 69                |
| Nuova Zelanda      | 29                |
| Regno Unito        | 14                |
| Regno Unito (R&B)  | 3                 |
| Slovacchia         | 27                |
| Svizzera           | 57                |